# Copa Colombia 2020
La Copa Colombia 2020 (conocida como Copa BetPlay Dimayor 2020 por motivos de patrocinio) fue la decimoctava edición del torneo nacional de Copa organizado por la División Mayor del Fútbol Colombiano que enfrenta a los clubes de las categorías Primera A y Primera B del fútbol en Colombia. El campeón del torneo obtuvo un cupo para la Copa Sudamericana 2022.
Debido a las medidas para contener la pandemia de coronavirus adoptadas por el Gobierno nacional el 12 de marzo de 2020, la Dimayor tomó la decisión de suspender temporalmente todos sus campeonatos, por lo que la copa solo se pudo reanudar en septiembre y tuvo su desenlace en febrero de 2021.
En la final se coronó campeón el Independiente Medellín, siendo el segundo club en coronarse bicampeón en la historia de la copa, bajo la dirección técnica de Hernán Darío Gómez.

## Sistema de juego
La Copa Colombia tuvo una nueva modificación a partir de esta temporada jugándose al estilo de torneos como la Copa Sudamericana en la que todas las fases son de eliminación directa.
|                                            |                                            | Equipos que entran en esta fase                                                         | Equipos que provienen de la fase anterior    |
| ------------------------------------------ | ------------------------------------------ | --------------------------------------------------------------------------------------- | -------------------------------------------- |
| Fase I (16 equipos)                        | Fase I (16 equipos)                        | - 16 equipos clasificados de la Primera B                                               |                                              |
| Fase II (8 equipos)                        | Fase II (8 equipos)                        |                                                                                         | - 8 equipos de la Fase I                     |
| Fase III (16 equipos)                      | Fase III (16 equipos)                      | - 12 equipos clasificados de la Primera A que no están en competencias internacionales. | - 4 equipos clasificados de la Fase II       |
| Fase Final - Octavos de final (16 equipos) | Fase Final - Octavos de final (16 equipos) | - 8 equipos clasificados de la Primera A que están en competencias internacionales.     | - 8 equipos clasificados de la Fase III      |
| Fase Final - Cuartos de final (8 equipos)  | Fase Final - Cuartos de final (8 equipos)  |                                                                                         | - 8 equipos clasificados de la Fase anterior |
| Fase Final - Semifinales (4 equipos)       | Fase Final - Semifinales (4 equipos)       | - 4 equipos clasificados de la Fase anterior                                            |                                              |
| Final (2 equipos)                          | Final (2 equipos)                          | - 2 equipos clasificados de la Fase anterior.                                           |                                              |

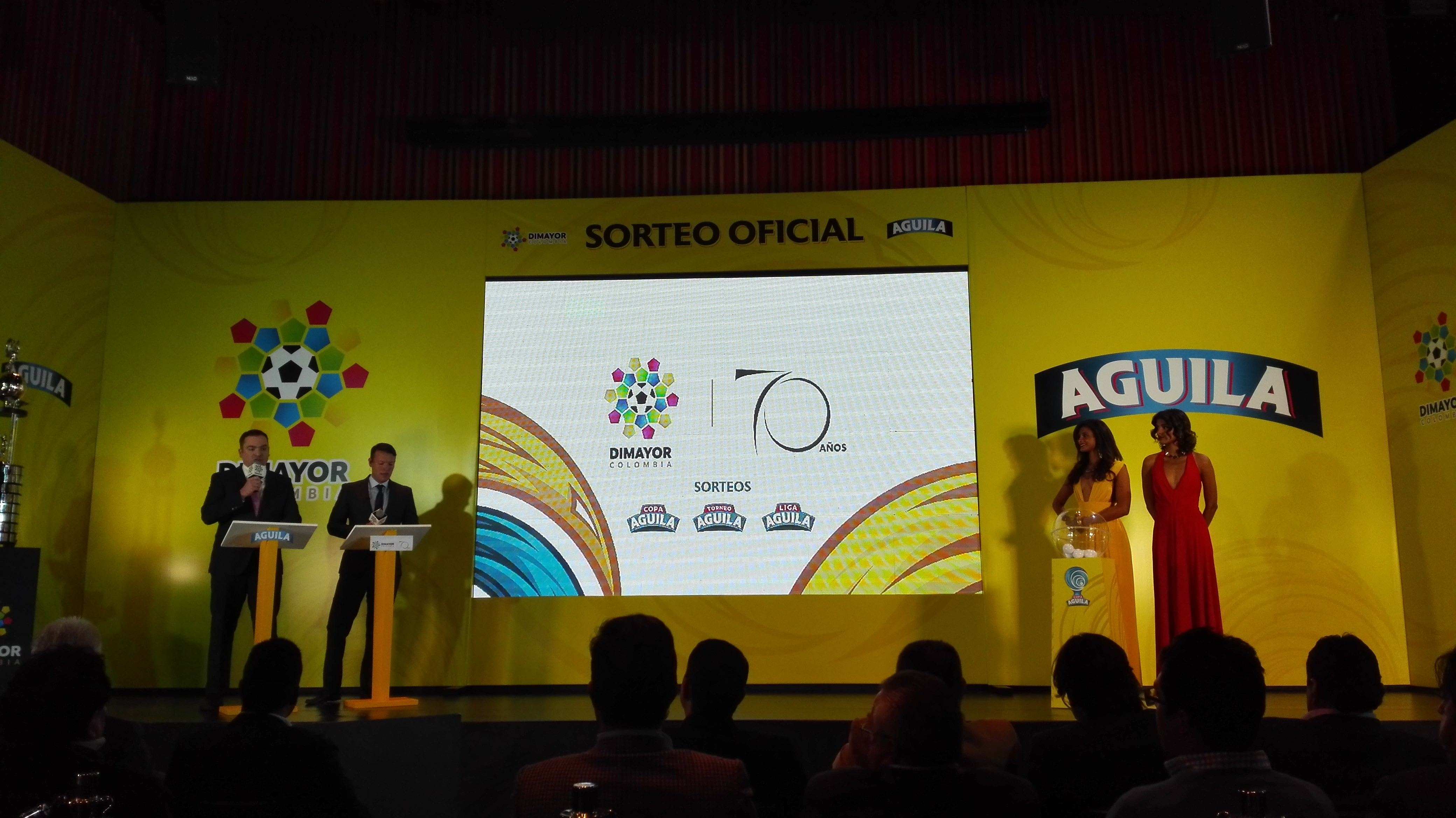
Sorteo del fútbol colombiano 2018.

Los 36 equipos afiliados a la División Mayor del Fútbol Colombiano (Dimayor) toman parte del torneo. En el año 2020 se vieron varios cambios en el torneo:
Las fases I y II contaron con la participación de los 16 equipos de la Segunda División, en dos rondas de eliminación directa en partidos de ida y vuelta para definir los cuatro equipos clasificados a la siguiente fase.
En la fase III, se añadieron a los 4 cupos previos, los 12 equipos de la Primera División que no clasificaron a torneos internacionales para completar 16 participantes. En una ronda de partidos de ida y vuelta se definieron ocho clasificados.
Por último, en la fase final, estuvieron los ocho equipos colombianos clasificados a torneos internacionales. A ellos se sumaron los ocho clasificados de la fase III, completando en total 16 equipos. La fase final se dividió en 4 rondas de eliminación directa hasta definir al campeón del torneo: octavos de final, cuartos de final, semifinales y la final disputándose en partidos de ida y vuelta.

## Datos de los clubes
| - Alianza Petrolera - América de Cali - Atlético Bucaramanga - Atlético Nacional - Boyacá Chicó - Cúcuta Deportivo (Desafiliado) - Deportes Tolima - Deportivo Cali - Deportivo Pasto - Deportivo Pereira | - Envigado F. C. - Independiente Medellín - Jaguares - Junior - La Equidad - Millonarios - Once Caldas - Patriotas - Águilas Doradas - Santa Fe |

| - Atlético F. C. - Atlético Huila - Barranquilla F. C. - Bogotá F. C. - Cortuluá - Deportes Quindío - Fortaleza CEIF - Itagüí Leones | - Llaneros - Orsomarso - Real Cartagena - Real San Andrés - Tigres F. C. - Unión Magdalena - Boca Juniors de Cali - Valledupar F. C. |

| Bogotá, D. C.            | 5 | Bogotá F. C., La Equidad, Millonarios, Santa Fe y Tigres F. C.                               | Real San Andrés Unión Barranquilla Valledupar Cartagena Jaguares Cúcuta Bucaramanga Alianza Medellín Envigado Leones Águilas Tunja Caldas · Fortaleza Pereira Bogotá Quindío · Tolima Llaneros Cortuluá Orsomarso · Cali Huila Pasto Equipos de Bogotá: · Bogotá F.C. · La Equidad · Millonarios · Santa Fe · Tigres F.C. Equipos de Cali: · Atlético F.C. · América de Cali · Deportivo Cali · Boca Juniors de Cali Equipos de Medellín: · Atlético Nacional · Independiente Medellín Equipos de Barranquilla: · Barranquilla F.C. · Junior Equipos de Tunja: · Boyacá Chicó · Patriotas |
| Antioquia                | 5 | Águilas Doradas, Atlético Nacional, Envigado F. C., Independiente Medellín e Itagüí Leones   | Real San Andrés Unión Barranquilla Valledupar Cartagena Jaguares Cúcuta Bucaramanga Alianza Medellín Envigado Leones Águilas Tunja Caldas · Fortaleza Pereira Bogotá Quindío · Tolima Llaneros Cortuluá Orsomarso · Cali Huila Pasto Equipos de Bogotá: · Bogotá F.C. · La Equidad · Millonarios · Santa Fe · Tigres F.C. Equipos de Cali: · Atlético F.C. · América de Cali · Deportivo Cali · Boca Juniors de Cali Equipos de Medellín: · Atlético Nacional · Independiente Medellín Equipos de Barranquilla: · Barranquilla F.C. · Junior Equipos de Tunja: · Boyacá Chicó · Patriotas |
| Valle del Cauca          | 6 | América de Cali, Atlético F. C., Boca Juniors de Cali, Cortuluá, Deportivo Cali, y Orsomarso | Real San Andrés Unión Barranquilla Valledupar Cartagena Jaguares Cúcuta Bucaramanga Alianza Medellín Envigado Leones Águilas Tunja Caldas · Fortaleza Pereira Bogotá Quindío · Tolima Llaneros Cortuluá Orsomarso · Cali Huila Pasto Equipos de Bogotá: · Bogotá F.C. · La Equidad · Millonarios · Santa Fe · Tigres F.C. Equipos de Cali: · Atlético F.C. · América de Cali · Deportivo Cali · Boca Juniors de Cali Equipos de Medellín: · Atlético Nacional · Independiente Medellín Equipos de Barranquilla: · Barranquilla F.C. · Junior Equipos de Tunja: · Boyacá Chicó · Patriotas |
| Atlántico                | 2 | Barranquilla F. C. y Junior                                                                  | Real San Andrés Unión Barranquilla Valledupar Cartagena Jaguares Cúcuta Bucaramanga Alianza Medellín Envigado Leones Águilas Tunja Caldas · Fortaleza Pereira Bogotá Quindío · Tolima Llaneros Cortuluá Orsomarso · Cali Huila Pasto Equipos de Bogotá: · Bogotá F.C. · La Equidad · Millonarios · Santa Fe · Tigres F.C. Equipos de Cali: · Atlético F.C. · América de Cali · Deportivo Cali · Boca Juniors de Cali Equipos de Medellín: · Atlético Nacional · Independiente Medellín Equipos de Barranquilla: · Barranquilla F.C. · Junior Equipos de Tunja: · Boyacá Chicó · Patriotas |
| Boyacá                   | 2 | Boyacá Chicó y Patriotas                                                                     | Real San Andrés Unión Barranquilla Valledupar Cartagena Jaguares Cúcuta Bucaramanga Alianza Medellín Envigado Leones Águilas Tunja Caldas · Fortaleza Pereira Bogotá Quindío · Tolima Llaneros Cortuluá Orsomarso · Cali Huila Pasto Equipos de Bogotá: · Bogotá F.C. · La Equidad · Millonarios · Santa Fe · Tigres F.C. Equipos de Cali: · Atlético F.C. · América de Cali · Deportivo Cali · Boca Juniors de Cali Equipos de Medellín: · Atlético Nacional · Independiente Medellín Equipos de Barranquilla: · Barranquilla F.C. · Junior Equipos de Tunja: · Boyacá Chicó · Patriotas |
| Santander                | 2 | Alianza Petrolera y Atlético Bucaramanga                                                     | Real San Andrés Unión Barranquilla Valledupar Cartagena Jaguares Cúcuta Bucaramanga Alianza Medellín Envigado Leones Águilas Tunja Caldas · Fortaleza Pereira Bogotá Quindío · Tolima Llaneros Cortuluá Orsomarso · Cali Huila Pasto Equipos de Bogotá: · Bogotá F.C. · La Equidad · Millonarios · Santa Fe · Tigres F.C. Equipos de Cali: · Atlético F.C. · América de Cali · Deportivo Cali · Boca Juniors de Cali Equipos de Medellín: · Atlético Nacional · Independiente Medellín Equipos de Barranquilla: · Barranquilla F.C. · Junior Equipos de Tunja: · Boyacá Chicó · Patriotas |
| Córdoba                  | 1 | Jaguares                                                                                     | Real San Andrés Unión Barranquilla Valledupar Cartagena Jaguares Cúcuta Bucaramanga Alianza Medellín Envigado Leones Águilas Tunja Caldas · Fortaleza Pereira Bogotá Quindío · Tolima Llaneros Cortuluá Orsomarso · Cali Huila Pasto Equipos de Bogotá: · Bogotá F.C. · La Equidad · Millonarios · Santa Fe · Tigres F.C. Equipos de Cali: · Atlético F.C. · América de Cali · Deportivo Cali · Boca Juniors de Cali Equipos de Medellín: · Atlético Nacional · Independiente Medellín Equipos de Barranquilla: · Barranquilla F.C. · Junior Equipos de Tunja: · Boyacá Chicó · Patriotas |
| Cundinamarca             | 1 | Fortaleza CEIF                                                                               | Real San Andrés Unión Barranquilla Valledupar Cartagena Jaguares Cúcuta Bucaramanga Alianza Medellín Envigado Leones Águilas Tunja Caldas · Fortaleza Pereira Bogotá Quindío · Tolima Llaneros Cortuluá Orsomarso · Cali Huila Pasto Equipos de Bogotá: · Bogotá F.C. · La Equidad · Millonarios · Santa Fe · Tigres F.C. Equipos de Cali: · Atlético F.C. · América de Cali · Deportivo Cali · Boca Juniors de Cali Equipos de Medellín: · Atlético Nacional · Independiente Medellín Equipos de Barranquilla: · Barranquilla F.C. · Junior Equipos de Tunja: · Boyacá Chicó · Patriotas |
| Nariño                   | 1 | Deportivo Pasto                                                                              | Real San Andrés Unión Barranquilla Valledupar Cartagena Jaguares Cúcuta Bucaramanga Alianza Medellín Envigado Leones Águilas Tunja Caldas · Fortaleza Pereira Bogotá Quindío · Tolima Llaneros Cortuluá Orsomarso · Cali Huila Pasto Equipos de Bogotá: · Bogotá F.C. · La Equidad · Millonarios · Santa Fe · Tigres F.C. Equipos de Cali: · Atlético F.C. · América de Cali · Deportivo Cali · Boca Juniors de Cali Equipos de Medellín: · Atlético Nacional · Independiente Medellín Equipos de Barranquilla: · Barranquilla F.C. · Junior Equipos de Tunja: · Boyacá Chicó · Patriotas |
| Caldas                   | 1 | Once Caldas                                                                                  | Real San Andrés Unión Barranquilla Valledupar Cartagena Jaguares Cúcuta Bucaramanga Alianza Medellín Envigado Leones Águilas Tunja Caldas · Fortaleza Pereira Bogotá Quindío · Tolima Llaneros Cortuluá Orsomarso · Cali Huila Pasto Equipos de Bogotá: · Bogotá F.C. · La Equidad · Millonarios · Santa Fe · Tigres F.C. Equipos de Cali: · Atlético F.C. · América de Cali · Deportivo Cali · Boca Juniors de Cali Equipos de Medellín: · Atlético Nacional · Independiente Medellín Equipos de Barranquilla: · Barranquilla F.C. · Junior Equipos de Tunja: · Boyacá Chicó · Patriotas |
| Magdalena                | 1 | Unión Magdalena                                                                              | Real San Andrés Unión Barranquilla Valledupar Cartagena Jaguares Cúcuta Bucaramanga Alianza Medellín Envigado Leones Águilas Tunja Caldas · Fortaleza Pereira Bogotá Quindío · Tolima Llaneros Cortuluá Orsomarso · Cali Huila Pasto Equipos de Bogotá: · Bogotá F.C. · La Equidad · Millonarios · Santa Fe · Tigres F.C. Equipos de Cali: · Atlético F.C. · América de Cali · Deportivo Cali · Boca Juniors de Cali Equipos de Medellín: · Atlético Nacional · Independiente Medellín Equipos de Barranquilla: · Barranquilla F.C. · Junior Equipos de Tunja: · Boyacá Chicó · Patriotas |
| Bolívar                  | 1 | Real Cartagena                                                                               | Real San Andrés Unión Barranquilla Valledupar Cartagena Jaguares Cúcuta Bucaramanga Alianza Medellín Envigado Leones Águilas Tunja Caldas · Fortaleza Pereira Bogotá Quindío · Tolima Llaneros Cortuluá Orsomarso · Cali Huila Pasto Equipos de Bogotá: · Bogotá F.C. · La Equidad · Millonarios · Santa Fe · Tigres F.C. Equipos de Cali: · Atlético F.C. · América de Cali · Deportivo Cali · Boca Juniors de Cali Equipos de Medellín: · Atlético Nacional · Independiente Medellín Equipos de Barranquilla: · Barranquilla F.C. · Junior Equipos de Tunja: · Boyacá Chicó · Patriotas |
| Cesar                    | 1 | Valledupar F. C.                                                                             | Real San Andrés Unión Barranquilla Valledupar Cartagena Jaguares Cúcuta Bucaramanga Alianza Medellín Envigado Leones Águilas Tunja Caldas · Fortaleza Pereira Bogotá Quindío · Tolima Llaneros Cortuluá Orsomarso · Cali Huila Pasto Equipos de Bogotá: · Bogotá F.C. · La Equidad · Millonarios · Santa Fe · Tigres F.C. Equipos de Cali: · Atlético F.C. · América de Cali · Deportivo Cali · Boca Juniors de Cali Equipos de Medellín: · Atlético Nacional · Independiente Medellín Equipos de Barranquilla: · Barranquilla F.C. · Junior Equipos de Tunja: · Boyacá Chicó · Patriotas |
| Huila                    | 1 | Atlético Huila                                                                               | Real San Andrés Unión Barranquilla Valledupar Cartagena Jaguares Cúcuta Bucaramanga Alianza Medellín Envigado Leones Águilas Tunja Caldas · Fortaleza Pereira Bogotá Quindío · Tolima Llaneros Cortuluá Orsomarso · Cali Huila Pasto Equipos de Bogotá: · Bogotá F.C. · La Equidad · Millonarios · Santa Fe · Tigres F.C. Equipos de Cali: · Atlético F.C. · América de Cali · Deportivo Cali · Boca Juniors de Cali Equipos de Medellín: · Atlético Nacional · Independiente Medellín Equipos de Barranquilla: · Barranquilla F.C. · Junior Equipos de Tunja: · Boyacá Chicó · Patriotas |
| Meta                     | 1 | Llaneros                                                                                     | Real San Andrés Unión Barranquilla Valledupar Cartagena Jaguares Cúcuta Bucaramanga Alianza Medellín Envigado Leones Águilas Tunja Caldas · Fortaleza Pereira Bogotá Quindío · Tolima Llaneros Cortuluá Orsomarso · Cali Huila Pasto Equipos de Bogotá: · Bogotá F.C. · La Equidad · Millonarios · Santa Fe · Tigres F.C. Equipos de Cali: · Atlético F.C. · América de Cali · Deportivo Cali · Boca Juniors de Cali Equipos de Medellín: · Atlético Nacional · Independiente Medellín Equipos de Barranquilla: · Barranquilla F.C. · Junior Equipos de Tunja: · Boyacá Chicó · Patriotas |
| Norte de Santander       | 1 | Cúcuta Deportivo                                                                             | Real San Andrés Unión Barranquilla Valledupar Cartagena Jaguares Cúcuta Bucaramanga Alianza Medellín Envigado Leones Águilas Tunja Caldas · Fortaleza Pereira Bogotá Quindío · Tolima Llaneros Cortuluá Orsomarso · Cali Huila Pasto Equipos de Bogotá: · Bogotá F.C. · La Equidad · Millonarios · Santa Fe · Tigres F.C. Equipos de Cali: · Atlético F.C. · América de Cali · Deportivo Cali · Boca Juniors de Cali Equipos de Medellín: · Atlético Nacional · Independiente Medellín Equipos de Barranquilla: · Barranquilla F.C. · Junior Equipos de Tunja: · Boyacá Chicó · Patriotas |
| Quindío                  | 1 | Deportes Quindío                                                                             | Real San Andrés Unión Barranquilla Valledupar Cartagena Jaguares Cúcuta Bucaramanga Alianza Medellín Envigado Leones Águilas Tunja Caldas · Fortaleza Pereira Bogotá Quindío · Tolima Llaneros Cortuluá Orsomarso · Cali Huila Pasto Equipos de Bogotá: · Bogotá F.C. · La Equidad · Millonarios · Santa Fe · Tigres F.C. Equipos de Cali: · Atlético F.C. · América de Cali · Deportivo Cali · Boca Juniors de Cali Equipos de Medellín: · Atlético Nacional · Independiente Medellín Equipos de Barranquilla: · Barranquilla F.C. · Junior Equipos de Tunja: · Boyacá Chicó · Patriotas |
| Risaralda                | 1 | Deportivo Pereira                                                                            | Real San Andrés Unión Barranquilla Valledupar Cartagena Jaguares Cúcuta Bucaramanga Alianza Medellín Envigado Leones Águilas Tunja Caldas · Fortaleza Pereira Bogotá Quindío · Tolima Llaneros Cortuluá Orsomarso · Cali Huila Pasto Equipos de Bogotá: · Bogotá F.C. · La Equidad · Millonarios · Santa Fe · Tigres F.C. Equipos de Cali: · Atlético F.C. · América de Cali · Deportivo Cali · Boca Juniors de Cali Equipos de Medellín: · Atlético Nacional · Independiente Medellín Equipos de Barranquilla: · Barranquilla F.C. · Junior Equipos de Tunja: · Boyacá Chicó · Patriotas |
| San Andrés y Providencia | 1 | Real San Andrés                                                                              | Real San Andrés Unión Barranquilla Valledupar Cartagena Jaguares Cúcuta Bucaramanga Alianza Medellín Envigado Leones Águilas Tunja Caldas · Fortaleza Pereira Bogotá Quindío · Tolima Llaneros Cortuluá Orsomarso · Cali Huila Pasto Equipos de Bogotá: · Bogotá F.C. · La Equidad · Millonarios · Santa Fe · Tigres F.C. Equipos de Cali: · Atlético F.C. · América de Cali · Deportivo Cali · Boca Juniors de Cali Equipos de Medellín: · Atlético Nacional · Independiente Medellín Equipos de Barranquilla: · Barranquilla F.C. · Junior Equipos de Tunja: · Boyacá Chicó · Patriotas |
| Tolima                   | 1 | Deportes Tolima                                                                              | Real San Andrés Unión Barranquilla Valledupar Cartagena Jaguares Cúcuta Bucaramanga Alianza Medellín Envigado Leones Águilas Tunja Caldas · Fortaleza Pereira Bogotá Quindío · Tolima Llaneros Cortuluá Orsomarso · Cali Huila Pasto Equipos de Bogotá: · Bogotá F.C. · La Equidad · Millonarios · Santa Fe · Tigres F.C. Equipos de Cali: · Atlético F.C. · América de Cali · Deportivo Cali · Boca Juniors de Cali Equipos de Medellín: · Atlético Nacional · Independiente Medellín Equipos de Barranquilla: · Barranquilla F.C. · Junior Equipos de Tunja: · Boyacá Chicó · Patriotas |

## Primeras fases

### Fase I
Se enfrentan los 16 equipos de la Categoría Primera B 2020 organizados en ocho llaves teniendo en cuenta la tabla de reclasificación del 2019, donde los ocho mejores clubes (sin tener en cuenta los dos clubes que ascendieron a Primera División) serán cabeza de serie de cada llave; los ocho equipos restantes (incluidos los dos descendidos Atlético Huila y Unión Magdalena) serán sorteados en las llaves. 
| Cabezas de serie | A sortear |
| --- | --- |
| - Cortuluá - Real Cartagena - Deportes Quindío - Itagüí Leones - Bogotá F. C. - Fortaleza CEIF - Tigres F. C. - Llaneros | - Atlético Huila - Unión Magdalena - Barranquilla F. C. - Valledupar F. C. - Real San Andrés - Atlético F. C. - Boca Juniors de Cali - Orsomarso |

| Fechas                     | Local ida            | Global         | Local vuelta     | Ida   | Vuelta | Llave |
| -------------------------- | -------------------- | -------------- | ---------------- | ----- | ------ | ----- |
| 19 de febrero y 5 de marzo | Real San Andrés      | 2 : 2 (4:1 p.) | Cortuluá         | 1 : 1 | 1 : 1  | A     |
| 20 de febrero y 4 de marzo | Atlético F. C.       | 2 : 3          | Real Cartagena   | 1 : 2 | 1 : 1  | B     |
| 19 de febrero y 5 de marzo | Valledupar F. C.     | 0 : 4          | Deportes Quindío | 0 : 2 | 0 : 2  | C     |
| 19 de febrero y 4 de marzo | Boca Juniors de Cali | 1 : 1 (1:3 p.) | Itagüí Leones    | 0 : 0 | 1 : 1  | D     |
| 19 de febrero y 4 de marzo | Unión Magdalena      | 4 : 3          | Bogotá F. C.     | 3 : 0 | 1 : 3  | E     |
| 20 de febrero y 5 de marzo | Orsomarso            | 2 : 2 (3:4 p.) | Fortaleza CEIF   | 1 : 2 | 1 : 0  | F     |
| 20 de febrero y 5 de marzo | Barranquilla F. C.   | 1 : 3          | Tigres F. C.     | 0 : 1 | 1 : 2  | G     |
| 20 de febrero y 4 de marzo | Atlético Huila       | 4 : 2          | Llaneros         | 0 : 2 | 4 : 0  | H     |

### Fase II
Se enfrentan los 8 ganadores de la fase 1, Llave A: Ganador Llave A vs Ganador Llave H; Llave B: Ganador Llave B vs Ganador Llave G; Llave C: Ganador Llave C vs Ganador Llave F; Llave D: Ganador Llave D vs Ganador Llave E.
Serán locales en los partidos de vuelta los clubes que hayan accedido a la Fase II con mejor puntuación, teniendo en cuenta todos los elementos de desempate.
| Fechas                          | Local ida      | Global         | Local vuelta     | Ida   | Vuelta | Llave |
| ------------------------------- | -------------- | -------------- | ---------------- | ----- | ------ | ----- |
| 24 de septiembre y 1 de octubre | Atlético Huila | 1 : 3          | Real San Andrés  | 1 : 1 | 0 : 2  | A     |
| 23 y 30 de septiembre           | Real Cartagena | 1 : 1 (3:5 p.) | Tigres F. C.     | 0 : 0 | 1 : 1  | B     |
| 24 de septiembre y 1 de octubre | Fortaleza CEIF | 0 : 2          | Deportes Quindío | 0 : 1 | 0 : 1  | C     |
| 23 de septiembre y 1 de octubre | Itagüí Leones  | 4 : 2          | Unión Magdalena  | 1 : 1 | 3 : 1  | D     |

### Fase III
En esta fase participarán los cuatro clubes ganadores de la fase anterior más 12 equipos de Primera División (no clasificados a torneos internacionales) los cuales serán organizados teniendo en cuenta la tabla de reclasificacion del 2019. los equipos ubicados en las posiciónes 13 a 20 juegan de local el partido de ida; el ascendido Deportivo Pereira ocupará la posición 19 y Boyacá Chicó la posición 20.
| Equipos | Equipos |
| --- | --- |
| - Real San Andrés - Tigres F. C. - Deportes Quindío - Itagüí Leones - Cúcuta Deportivo - Alianza Petrolera - Once Caldas - Santa Fe | - Patriotas - Envigado F. C. - Atlético Bucaramanga - La Equidad - Águilas Doradas - Jaguares - Deportivo Pereira - Boyacá Chicó |

| Fechas             | Local ida            | Global         | Local vuelta      | Ida   | Vuelta | Llave |
| ------------------ | -------------------- | -------------- | ----------------- | ----- | ------ | ----- |
| 21 y 29 de octubre | Boyacá Chicó         | 2 : 3          | Real San Andrés   | 1 : 1 | 1 : 2  | A     |
| 21 y 29 de octubre | Deportivo Pereira    | 2 : 1          | Tigres F. C.      | 1 : 0 | 1 : 1  | B     |
| 21 y 28 de octubre | Jaguares             | 1 : 1 (3:4 p.) | Deportes Quindío  | 0 : 1 | 1 : 0  | C     |
| 22 y 29 de octubre | Águilas Doradas      | 4 : 1          | Itagüí Leones     | 2 : 0 | 2 : 1  | D     |
| 21 y 29 de octubre | La Equidad           | 3 : 5          | Cúcuta Deportivo  | 1 : 2 | 2 : 3  | E     |
| 22 y 29 de octubre | Atlético Bucaramanga | 2 : 4          | Alianza Petrolera | 2 : 0 | 0 : 4  | F     |
| 21 y 28 de octubre | Envigado F. C.       | 3 : 2          | Once Caldas       | 3 : 0 | 0 : 2  | G     |
| 22 y 28 de octubre | Patriotas            | 3 : 4          | Santa Fe          | 1 : 3 | 2 : 1  | H     |

## Sorteo de emparejamientos
Los emparejamientos de la Fase IV, Octavos de final, serán definidos en un sorteo una vez finalizada la tercera fase del torneo, donde los ocho equipos ganadores de las llaves de la fase anterior se cruzarán con los otros ocho clasificados (ocho equipos clasificados a torneos internacionales). En consecuencia, las llaves se definirán con los siguientes bolilleros de equipos clasificados:
| Cabezas de serie | A sortear |
| --- | --- |
| - Real San Andrés - Deportivo Pereira - Deportes Quindío - Águilas Doradas - Cúcuta Deportivo - Alianza Petrolera - Envigado F. C. - Santa Fe | - Junior - América de Cali - Deportes Tolima - Independiente Medellín - Millonarios - Deportivo Cali - Atlético Nacional - Deportivo Pasto |

## Fase final
- La hora de cada encuentro corresponde al huso horario que rige a Colombia (UTC-5).
- En Octavos de final, fase el equipo local será el ganador de la llave de la fase anterior, y desde Cuartos de final, el equipo local será el de mayor puntaje sumando todas las fases anteriores..

|  | Octavos de final                     | Octavos de final              |                                  |       | Cuartos de final | Cuartos de final |  |  | Semifinales | Semifinales |  |  | Final | Final |
|  |                                      |                               |                                  |       |                  |                  |  |  |             |             |  |  |       |       |
|  | 19 de noviembre – Pereira            |                               |                                  |       |                  |                  |  |  |             |             |  |  |       |       |
|  |                                      |                               |                                  |       |                  |                  |  |  |             |             |  |  |       |       |
|  | Deportivo Pereira                    | 0                             |                                  |       |                  |                  |  |  |             |             |  |  |       |       |
|  | Deportivo Pereira                    | 0                             | 13 de enero de 2021 – Medellín   |       |                  |                  |  |  |             |             |  |  |       |       |
|  | Independiente Medellín               | 2                             |                                  |       |                  |                  |  |  |             |             |  |  |       |       |
|  | Independiente Medellín               | 2                             | Independiente Medellín           | 2     |                  |                  |  |  |             |             |  |  |       |       |
|  | 18 de noviembre – Envigado           |                               | Independiente Medellín           | 2     |                  |                  |  |  |             |             |  |  |       |       |
|  |                                      | Junior                        | 1                                |       |                  |                  |  |  |             |             |  |  |       |       |
|  | Envigado F. C.                       | Junior                        | 1                                | 3 (3) |                  |                  |  |  |             |             |  |  |       |       |
|  | Envigado F. C.                       |                               | 27 de enero de 2021 – Armenia    | 3 (3) |                  |                  |  |  |             |             |  |  |       |       |
|  | Junior (p.)                          | 3 (4)                         |                                  |       |                  |                  |  |  |             |             |  |  |       |       |
|  | Junior (p.)                          | 3 (4)                         | Deportes Quindío                 | 0     |                  |                  |  |  |             |             |  |  |       |       |
|  | 18 de noviembre – Armenia            |                               | Deportes Quindío                 | 0     |                  |                  |  |  |             |             |  |  |       |       |
|  |                                      | Independiente Medellín        | 1                                |       |                  |                  |  |  |             |             |  |  |       |       |
|  | Deportes Quindío (p.)                | Independiente Medellín        | 1                                | 1 (5) |                  |                  |  |  |             |             |  |  |       |       |
|  | Deportes Quindío (p.)                | 13 de enero de 2021 – Armenia |                                  | 1 (5) |                  |                  |  |  |             |             |  |  |       |       |
|  | Deportivo Cali                       | 1 (4)                         |                                  |       |                  |                  |  |  |             |             |  |  |       |       |
|  | Deportivo Cali                       | 1 (4)                         | Deportes Quindío                 | 2     |                  |                  |  |  |             |             |  |  |       |       |
|  | 19 de noviembre – Barrancabermeja    |                               | Deportes Quindío                 | 2     |                  |                  |  |  |             |             |  |  |       |       |
|  |                                      | Alianza Petrolera             | 0                                |       |                  |                  |  |  |             |             |  |  |       |       |
|  | Alianza Petrolera (p.)               | Alianza Petrolera             | 0                                | 2 (4) |                  |                  |  |  |             |             |  |  |       |       |
|  | Alianza Petrolera (p.)               |                               | 11 de febrero de 2021 – Medellín | 2 (4) |                  |                  |  |  |             |             |  |  |       |       |
|  | Millonarios                          | 2 (3)                         |                                  |       |                  |                  |  |  |             |             |  |  |       |       |
|  | Millonarios                          | 2 (3)                         | Independiente Medellín           | 1 (5) |                  |                  |  |  |             |             |  |  |       |       |
|  | 25 de noviembre – Isla de San Andrés |                               | Independiente Medellín           | 1 (5) |                  |                  |  |  |             |             |  |  |       |       |
|  |                                      | Deportes Tolima               | 1 (4)                            |       |                  |                  |  |  |             |             |  |  |       |       |
|  | Real San Andrés                      | Deportes Tolima               | 1 (4)                            | 1 (2) |                  |                  |  |  |             |             |  |  |       |       |
|  | Real San Andrés                      | 14 de enero de 2021 – Pasto   |                                  | 1 (2) |                  |                  |  |  |             |             |  |  |       |       |
|  | Deportivo Pasto (p.)                 | 1 (4)                         |                                  |       |                  |                  |  |  |             |             |  |  |       |       |
|  | Deportivo Pasto (p.)                 | 1 (4)                         | Deportivo Pasto (p.)             | 1 (3) |                  |                  |  |  |             |             |  |  |       |       |
|  | 18 de noviembre – Bogotá             |                               | Deportivo Pasto (p.)             | 1 (3) |                  |                  |  |  |             |             |  |  |       |       |
|  |                                      | América de Cali               | 1 (1)                            |       |                  |                  |  |  |             |             |  |  |       |       |
|  | Santa Fe                             | América de Cali               | 1 (1)                            | 0 (3) |                  |                  |  |  |             |             |  |  |       |       |
|  | Santa Fe                             |                               | 28 de enero de 2021 – Ibagué     | 0 (3) |                  |                  |  |  |             |             |  |  |       |       |
|  | América de Cali (p.)                 | 0 (4)                         |                                  |       |                  |                  |  |  |             |             |  |  |       |       |
|  | América de Cali (p.)                 | 0 (4)                         | Deportes Tolima (p.)             | 1 (2) |                  |                  |  |  |             |             |  |  |       |       |
|  | 19 de noviembre – Armenia            |                               | Deportes Tolima (p.)             | 1 (2) |                  |                  |  |  |             |             |  |  |       |       |
|  |                                      | Deportivo Pasto               | 1 (1)                            |       |                  |                  |  |  |             |             |  |  |       |       |
|  | Cúcuta Deportivo                     | Deportivo Pasto               | 1 (1)                            | 0     |                  |                  |  |  |             |             |  |  |       |       |
|  | Cúcuta Deportivo                     | 21 de enero de 2021 – Ibagué  |                                  | 0     |                  |                  |  |  |             |             |  |  |       |       |
|  | Deportes Tolima (w/o)                | 3                             |                                  |       |                  |                  |  |  |             |             |  |  |       |       |
|  | Deportes Tolima (w/o)                | 3                             | Deportes Tolima                  | 2     |                  |                  |  |  |             |             |  |  |       |       |
|  | 18 de noviembre – Rionegro           |                               | Deportes Tolima                  | 2     |                  |                  |  |  |             |             |  |  |       |       |
|  |                                      | Atlético Nacional             | 0                                |       |                  |                  |  |  |             |             |  |  |       |       |
|  | Águilas Doradas                      | Atlético Nacional             | 0                                | 2 (4) |                  |                  |  |  |             |             |  |  |       |       |
|  | Águilas Doradas                      |                               |                                  | 2 (4) |                  |                  |  |  |             |             |  |  |       |       |
|  | Atlético Nacional (p.)               | 2 (5)                         |                                  |       |                  |                  |  |  |             |             |  |  |       |       |
|  | Atlético Nacional (p.)               | 2 (5)                         |                                  |       |                  |                  |  |  |             |             |  |  |       |       |

- Nota: En cada llave, el equipo que ocupa la primera línea es el local.
- Nota: En la fase final todas las llaves se juegan a partido único.

### Octavos de final
| 25 de noviembre de 2020 | Real San Andrés                    | 1:1 (1:0) (2:4 p.)         | Deportivo Pasto                     | Estadio Erwin O'Neil, Isla de San Andrés |                             |
| 15:00 | Berrío 24'                         | Reporte                    | 78' Álvarez                         | Árbitro(s): Wander Mosquera              | Árbitro(s): Wander Mosquera |
| |                                    | Tiros desde el punto penal |                                     |                                          |                             |
| | Ramírez · Molina · Duarte · Forbes |                            | Mercado · Rendón · Rojano · Álvarez |                                          |                             |
| El partido inicialmente se iba a jugar el miércoles 18 de noviembre a las 15:00, pero por el paso del huracán Iota se pospuso el partido. |                                    |                            |                                     |                                          |                             |

| 18 de noviembre de 2020 | Santa Fe                                                   | 0:0 (3:4 p.)               | América de Cali                                         | Estadio Nemesio Camacho El Campín, Bogotá |                             |
| 20:00                   |                                                            | Reporte                    |                                                         | Árbitro(s): Diego Escalante               | Árbitro(s): Diego Escalante |
|                         |                                                            | Tiros desde el punto penal |                                                         |                                           |                             |
|                         | Velásquez · Torijano · Palacios · Gómez · Valdés · Herrera |                            | Sierra · Vergara · Ureña · Jaramillo · Sánchez · Moreno |                                           |                             |

| 18 de noviembre de 2020 | Rionegro Águilas                                                     | 2:2 (1:1) (4:5 p.)         | Atlético Nacional                                                 | Estadio Alberto Grisales, Rionegro |                              |
| 17:45                   | Puerta 31' · Obrian 70'                                              | Reporte                    | 17' Lasso · 77' Barrera                                           | Árbitro(s): Bismark Santiago       | Árbitro(s): Bismark Santiago |
|                         |                                                                      | Tiros desde el punto penal |                                                                   |                                    |                              |
|                         | Obrian · Marrugo · Fernández · Martínez · Angulo · Ramírez · Escobar |                            | Duque · Barrera · Hernández · Candelo · Andrade · Rovira · Segura |                                    |                              |

| 19 de noviembre de 2020 | Cúcuta Deportivo | 0:3 (w/o) | Deportes Tolima | Estadio Centenario, Armenia |  |
| El partido inicialmente se iba a disputar el jueves 19 de noviembre, pero por la falta del reconocimiento del Cúcuta Deportivo, ganó el Deportes Tolima 3-0 (w/o). |                  |           |                 |                             |  |

| 19 de noviembre de 2020 | Deportivo Pereira | 0:2 (0:0) | Independiente Medellín | Estadio Hernán Ramírez Villegas, Pereira |                             |
| 15:00                   |                   | Reporte   | Díaz 59' · Garcés 61'  | Árbitro(s): Ferney Trujillo              | Árbitro(s): Ferney Trujillo |

| 18 de noviembre de 2020 | Envigado F. C.                            | 3:3 (1:1) (3:4 p.)         | Junior                                      | Estadio Polideportivo Sur, Envigado |                           |
| 15:30                   | Noreña 11' · Guzmán 47' · Muñoz 90+3'     | Reporte                    | 7' Rangel · 60' Angulo · 72' Vásquez        | Árbitro(s): Facundo Acuña           | Árbitro(s): Facundo Acuña |
|                         |                                           | Tiros desde el punto penal |                                             |                                     |                           |
|                         | Moreno · Durán · Zapata · Báez · Guzmán · |                            | Cetré · Vásquez · Moreno · Sandoval · Viera |                                     |                           |

| 18 de noviembre de 2020 | Deportes Quindío                                 | 1:1 (1:0) (5:4 p.)         | Deportivo Cali                                 | Estadio Centenario, Armenia |                             |
| 15:00                   | Cambindo 19'                                     | Reporte                    | Gómez 89' (pen.)                               | Árbitro(s): Alexander Ortiz | Árbitro(s): Alexander Ortiz |
|                         |                                                  | Tiros desde el punto penal |                                                |                             |                             |
|                         | Hernández · Garavito · Serna · Riquett · Cadavid |                            | Valencia · Gómez · Velasco · Moreno · Lucumí · |                             |                             |

| 19 de noviembre de 2020 | Alianza Petrolera                       | 2:2 (1:1) (4:3 p.)         | Millonarios                                           | Estadio Daniel Villa Zapata, Barrancabermeja |                           |
| 19:40                   | Cuadros 5' · Arias 62'                  | Reporte                    | 30' Román · 54' Arango                                | Árbitro(s): Jorge Tabares                    | Árbitro(s): Jorge Tabares |
|                         |                                         | Tiros desde el punto penal |                                                       |                                              |                           |
|                         | Hurtado · Portilla · Hinestroza · Zea · |                            | Salazar · Arango · Márquez · De los Santos · Quiñones |                                              |                           |

### Cuartos de final
| 13 de enero de 2021 | Deportes Quindío   | 2:0 (1:0) | Alianza Petrolera | Estadio Centenario, Armenia |                             |
| 17:30               | Cambindo 45+1' 46' | Reporte   |                   | Árbitro(s): Ferney Trujillo | Árbitro(s): Ferney Trujillo |

| 13 de enero de 2021 | Independiente Medellín    | 2:1 (0:1) | Junior    | Estadio Atanasio Girardot, Medellín |                           |
| 20:00               | Vuletich 51' · Castro 89' | Reporte   | 45' Borja | Árbitro(s): Carlos Ortega           | Árbitro(s): Carlos Ortega |

| 14 de enero de 2021 | Deportivo Pasto                    | 1:1 (1:1) (3:1 p.)         | América de Cali                        | Estadio Departamental Libertad, Pasto |                             |
| 17:30               | Rodríguez 45'                      | Reporte                    | 36' Moreno                             | Árbitro(s): Diego Escalante           | Árbitro(s): Diego Escalante |
|                     |                                    | Tiros desde el punto penal |                                        |                                       |                             |
|                     | Ayala · Herrera · Aponte · Hurtado |                            | Carrascal · Ureña · Jaramillo · Moreno |                                       |                             |

| 21 de enero de 2021 | Deportes Tolima          | 2:0 (0:0) | Atlético Nacional | Estadio Manuel Murillo Toro, Ibagué |                             |
| 15:15               | Campaz 71' · Narváez 80' | Reporte   |                   | Árbitro(s): Carlos Betancur         | Árbitro(s): Carlos Betancur |

### Semifinales
| 27 de enero de 2021 | Deportes Quindío | 0:1 (0:1) | Independiente Medellín | Estadio Centenario, Armenia   |                               |
| 19:40               |                  | Reporte   | 15' Mier               | Árbitro(s): Bismarks Santiago | Árbitro(s): Bismarks Santiago |

| 28 de enero de 2021 | Deportes Tolima                   | 1:1 (0:0) (2:1 p.)         | Deportivo Pasto                            | Estadio Manuel Murillo Toro, Ibagué |                             |
| 15:15               | Caicedo 55'                       | Reporte                    | 78' Camargo                                | Árbitro(s): Carlos Betancur         | Árbitro(s): Carlos Betancur |
|                     |                                   | Tiros desde el punto penal |                                            |                                     |                             |
|                     | Mosquera · Nieto · Ortiz · Campaz |                            | Ayala · Gómez · Aponte · Vanegas · Camargo |                                     |                             |

### Final
| 11 de febrero de 2021 | Independiente Medellín                        | 1:1 (1:0) (5:4 p.)         | Deportes Tolima                               | Estadio Atanasio Girardot, Medellín |                              |
| 20:00                 | Mier 20'                                      | Reporte                    | Angulo 90+1'                                  | Árbitro(s): Alexander Ospina        | Árbitro(s): Alexander Ospina |
|                       |                                               | Tiros desde el punto penal |                                               |                                     |                              |
|                       | Mier · Vuletich · Castro · Cadavid · Arboleda |                            | Mosquera · Cataño · Ortiz · Campaz · Gordillo |                                     |                              |

|                                            |
| Bandera de Colombia                        |
| Campeón Independiente Medellín 3.er título |

## Estadísticas

### Tabla general
| Pos. | Equipos                   | PJ | PG | PE | PP | GF | GC | Dif. | Pts. | Rend.  |
| ---- | ------------------------- | -- | -- | -- | -- | -- | -- | ---- | ---- | ------ |
| 1.   | Independiente Medellín(n) | 4  | 3  | 1  | 0  | 6  | 2  | 4    | 10   | 83.3 % |
| 2.   | Deportes Tolima(n)        | 4  | 2  | 2  | 0  | 7  | 2  | 5    | 8    | 66.7 % |
| 3.   | Deportes Quindío          | 9  | 6  | 1  | 2  | 10 | 3  | 7    | 19   | 70.4 % |
| 4.   | Deportivo Pasto(n)        | 3  | 0  | 3  | 0  | 3  | 3  | 0    | 3    | 33.3 % |
| 5.   | Alianza Petrolera         | 4  | 1  | 1  | 2  | 6  | 6  | 0    | 4    | 33.3 % |
| 6.   | América de Cali(n)        | 2  | 0  | 2  | 0  | 1  | 1  | 0    | 2    | 33.3 % |
| 7.   | Junior(n)                 | 2  | 0  | 1  | 1  | 4  | 5  | -1   | 1    | 16.7 % |
| 8.   | Atlético Nacional(n)      | 2  | 0  | 1  | 1  | 2  | 4  | -2   | 1    | 16.7 % |
| 9.   | Real San Andrés           | 7  | 2  | 5  | 0  | 9  | 6  | 3    | 11   | 52.4 % |
| 10.  | Rionegro Águilas          | 3  | 2  | 1  | 0  | 6  | 3  | 3    | 7    | 77.8 % |
| 11.  | Cúcuta Deportivo          | 3  | 2  | 0  | 1  | 5  | 6  | -1   | 6    | 66.7 % |
| 12.  | Envigado F. C.            | 3  | 1  | 1  | 1  | 6  | 5  | 1    | 4    | 44.4 % |
| 13.  | Santa Fe                  | 3  | 1  | 1  | 1  | 4  | 3  | 1    | 4    | 44.4 % |
| 14.  | Deportivo Pereira         | 3  | 1  | 1  | 1  | 2  | 3  | -1   | 4    | 44.4 % |
| 15.  | Millonarios(n)            | 1  | 0  | 1  | 0  | 2  | 2  | 0    | 1    | 33.3 % |
| 16.  | Deportivo Cali(n)         | 1  | 0  | 1  | 0  | 1  | 1  | 0    | 1    | 33.3 % |
| 17.  | Tigres F. C.              | 6  | 2  | 3  | 1  | 5  | 4  | 1    | 9    | 50 %   |
| 18.  | Itagüí Leones             | 6  | 1  | 3  | 2  | 6  | 7  | -1   | 6    | 33.3 % |
| 19.  | Jaguares                  | 2  | 1  | 0  | 1  | 1  | 1  | 0    | 3    | 50 %   |
| 20.  | Patriotas                 | 2  | 1  | 0  | 1  | 3  | 4  | -1   | 3    | 50 %   |
| 21.  | Once Caldas               | 2  | 1  | 0  | 1  | 2  | 3  | -1   | 3    | 50 %   |
| 22.  | Atlético Bucaramanga      | 2  | 1  | 0  | 1  | 2  | 4  | -2   | 3    | 50 %   |
| 23.  | Boyacá Chicó              | 2  | 0  | 1  | 1  | 2  | 3  | -1   | 1    | 16.7 % |
| 24.  | La Equidad                | 2  | 0  | 0  | 2  | 3  | 5  | -2   | 0    | 0 %    |
| 25.  | Real Cartagena            | 4  | 1  | 3  | 0  | 4  | 3  | 1    | 6    | 50 %   |
| 26.  | Atlético Huila            | 4  | 1  | 1  | 2  | 5  | 5  | 0    | 4    | 33.3 % |
| 27.  | Unión Magdalena           | 4  | 1  | 1  | 2  | 6  | 7  | -1   | 4    | 33.3 % |
| 28.  | Fortaleza CEIF            | 4  | 1  | 0  | 3  | 2  | 4  | -2   | 3    | 25 %   |
| 29.  | Orsomarso                 | 2  | 1  | 0  | 1  | 2  | 2  | 0    | 3    | 50 %   |
| 30.  | Bogotá F. C.              | 2  | 1  | 0  | 1  | 3  | 4  | -1   | 3    | 50 %   |
| 31.  | Llaneros                  | 2  | 1  | 0  | 1  | 2  | 4  | -2   | 3    | 50 %   |
| 32.  | Cortuluá                  | 2  | 0  | 2  | 0  | 2  | 2  | 0    | 2    | 33.3 % |
| 33.  | Boca Juniors de Cali      | 2  | 0  | 2  | 0  | 1  | 1  | 0    | 2    | 33.3 % |
| 34.  | Atlético F. C.            | 2  | 0  | 1  | 1  | 2  | 3  | -1   | 1    | 16.7 % |
| 35.  | Barranquilla F. C.        | 2  | 0  | 0  | 2  | 1  | 3  | -2   | 0    | 0 %    |
| 36.  | Valledupar F. C.          | 2  | 0  | 0  | 2  | 0  | 4  | -4   | 0    | 0 %    |

Nota: Junior, America, Tolima, Independiente Medellín, Millonarios, Cali, Atlético Nacional y Pasto están clasificados directamente a octavos de final, por lo que jugaron menos partidos que el resto de equipos.
|  |                                                 |
|  | Campeón. (Clasificado a Copa Sudamericana 2022) |
|  | Finalista.                                      |
|  | Clasificados a semifinales.                     |
|  | Clasificados a cuartos de final.                |
|  | Clasificados a octavos de final.                |
|  | Eliminados en fases anteriores.                 |

### Goleadores
| Jugador        | Equipo            | Goles |
| -------------- | ----------------- | ----- |
| Diber Cambindo | Deportes Quindío  | 5     |
| Wilson España  | Deportes Quindío  | 3     |
| Brayan Gil     | Alianza Petrolera | 3     |
| Yuber Asprilla | Atlético Huila    | 2     |
| César Caicedo  | Bogotá F. C.      | 2     |
| Freddy Espinal | Real San Andrés   | 2     |
| Luis Gómez     | Itagüí Leones     | 2     |
| Jhon González  | Boyacá Chicó      | 2     |